# Czesława Kościańska
Czesława Kościańska (22 de mayo de 1959) es una deportista polaca que compitió en remo.
Participó en dos Juegos Olímpicos de Verano en los años 1980 y 1988, obteniendo una medalla de plata en Moscú 1980 en la prueba de dos sin timonel. Ganó dos medallas en el Campeonato Mundial de Remo, bronce en 1979 y plata en 1982.

## Palmarés internacional
| Juegos Olímpicos   | Juegos Olímpicos  | Juegos Olímpicos  | Juegos Olímpicos |
| Año                | Lugar             | Medalla           | Prueba           |
| ------------------ | ----------------- | ----------------- | ---------------- |
| 1980               | Moscú (URSS)      | Medalla de plata  | Dos sin timonel  |
| Campeonato Mundial |                   |                   |                  |
| Año                | Lugar             | Medalla           | Prueba           |
| 1979               | Bled (Yugoslavia) | Medalla de bronce | Dos sin timonel  |
| 1982               | Lucerna (Suiza)   | Medalla de plata  | Dos sin timonel  |